# 米爾巴赫河 (洛伊薩赫河，埃申洛厄)
47°35′46″N 11°11′10″E / 47.59618°N 11.18616°E

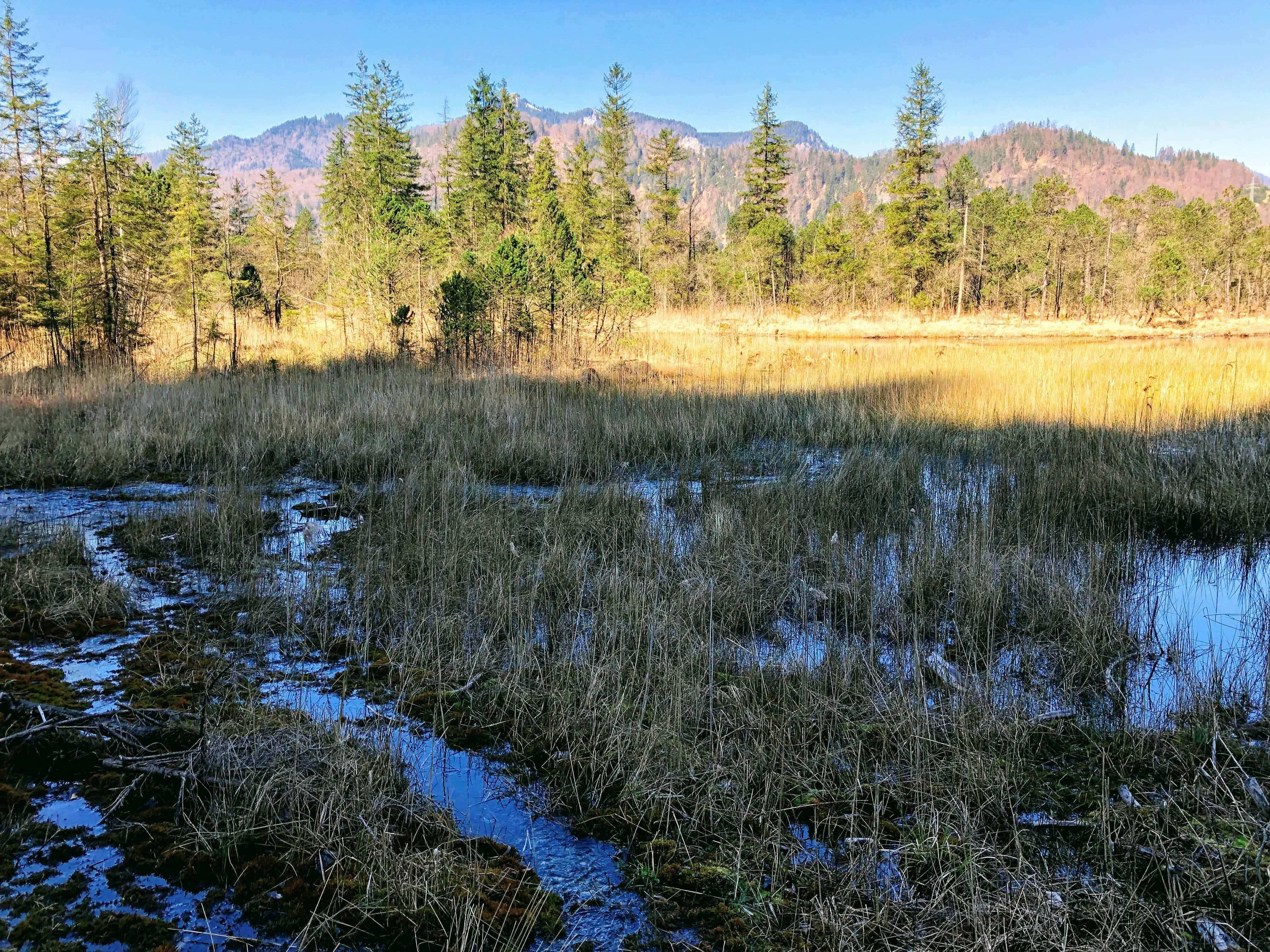

米爾巴赫河是德國的河流，位於該國東南部，由巴伐利亞負責管轄，屬於洛伊薩赫河的右支流，處於埃申洛厄附近，河道全長2.3公里，流域面積7平方公里。